# 中井一夫
中井 一夫（なかい かずお、1889年11月20日 - 1991年10月18日）は、日本の裁判官・弁護士・政治家。太平洋戦争終戦直前に神戸市長に就任し、戦後の復興に携わった。雅号は和堂。勲二等旭日重光章、勲一等瑞宝章（1986年）、修交勲章崇礼章（1989年）受章。元神戸弁護士会長。神戸市名誉市民（1989年）。

## 生涯

### 誕生
1889年11月20日、大阪府大阪市東区瓦町（船場）に、薬問屋中井一馬・テルの末子（5男）として生まれる。中井家は代々大阪で家伝の膏薬を売る老舗で、父の一馬は大阪府議会議員と大阪市議会議員を兼任し、大阪府議会副議長、大阪市参事会員を務めた政治家でもあった。
中井曰く尋常小学校、高等小学校時代の成績は優秀で、毎年級長を務めた。岸和田中学校在学中に肺結核を患い、2年間の休学・療養生活を余儀なくされる。復学後、1909年に首席で卒業。熊本の第五高等学校を受験するが合格できず、父の指示で東京で下宿し予備校（当時、予備校は東京にしかなかった）に通って勉強し、1910年に再び第五高等学校を受験し、第5位で合格。五高でも3年間級長を務めた。1912年、東京帝国大学法科大学英法科に入学。卒業後は無試験で司法官（裁判官）試補となり（当時、東京帝国大学法科大学を卒業した者は無試験で法曹三者になることができた）、1918年、司法官に任官した。

### 法曹から政治家へ転身

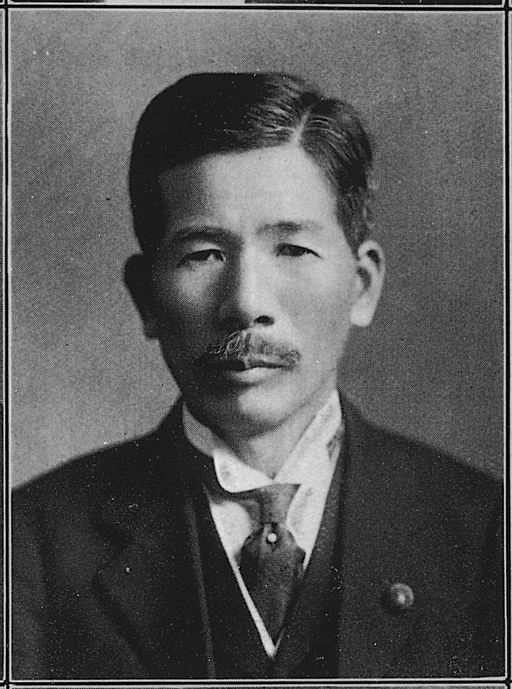
斎藤隆夫が衆議院議員を除名された際の懲罰委員長を務めた

1919年、神戸地方裁判所配属中に聞いた犬養毅の演説に感銘を受け、強く政治家を志すようになった。1920年、中井は衆議院議員砂田重政の勧めで司法官を辞めて弁護士となり、砂田と共同で法律事務所を運営した。1923年9月、中井は兵庫県議会議員選挙（葺合区選挙区）に革新倶楽部の候補として立候補し、当選。翌1924年、県議会市部会（当時、兵庫県議会は市部会、郡部会、連帯部会の3部制をとっていた）副議長に選出された。1925年、立憲政友会への合流を図った犬養毅に従い、立憲政友会へ移籍。1928年、第16回衆議院議員総選挙に兵庫県第1区から立憲政友会の候補として立候補し当選。しかし派閥の領袖が幅を利かせ、言いたいことを思うように言えない国会のあり方に違和感を覚え、弁護士として野に戻るほうがよいと判断、1930年に行われた第17回衆議院議員総選挙への立候補を辞退した。中井は後継候補として勝田銀次郎を推したが1932年の第18回衆議院議員総選挙では今度は勝田が立候補を辞退したため再び立候補。以降終戦まで衆議院議員を務めた。
1936年には衆議院の石油委員会・液体燃料委員会の委員を務めた。中井はその関係から石油のほぼ100%を輸入に頼る日本がアメリカ・イギリスと戦争をしても勝てないという持論をしばしば展開し、発言記録が警察の手に渡って特別高等警察から警告を受けたこともあったと述べている。
1939年の政友会分裂に際しては久原房之助や鳩山一郎らとともに正統派に所属した。政党解消後は翼賛議員同盟に所属し、1942年の第21回衆議院議員総選挙では翼賛政治体制協議会の推薦候補として立候補し当選している。その後は翼賛政治会・大日本政治会に所属した。
1940年、衆議院議員の斎藤隆夫が反軍演説を行ったとして除名された際の懲罰委員長を務めた。中井曰く懲罰委員会開催を決めた小山松寿衆議院議長を「演説のどの部分の、どういう点が懲罰事犯に値するというのか」と問い質すなど、斎藤寄りの立場をとった。中井によると戦後、これらのことが作用して戦後、第一次公職追放解除（1950年10月）の対象に選ばれた。中井は、斎藤に自発的に議員辞職すべきかと相談されたことがあり、「断じて辞職してはいけません。代議士として殺されても、言論の自由を守るべきです。辞めることは自分で非を認めることになる。男らしく堂々と除名処分を受けなさい」と助言したとも述べている。

### 神戸市長に就任
1945年8月11日、中井は突然辞任した野田文一郎の後を受け、神戸市長に就任した（当時は市長選ではなく市議会の推薦に基づいて市長が選出された）。当時神戸は空襲が相次いでおり、「第二の故郷、神戸で死ねれば男子の本懐」という覚悟で引き受けたが、8月13日に村正を手に初登庁し「ともに市民を守って死のう」と呼びかけた矢先の8月15日に玉音放送においてポツダム宣言の受諾が表明された。中井は新たに「市民とともに生き抜こう」と訓示し、戦後の復興、食糧の確保、進駐軍対策に取り組んだ。「闇市も市民の食糧の役に立っている」という見解から闇市を厳しく取り締まらないよう指示したところ、取り締まりを厳しく行った大阪よりも多くの物資が神戸に集まった。さらに「統制は国民のためにある。その統制のために国民が生活できないとなれば、法の存在自体が目的に反している」と訓示し、食糧統制に背く形で市長公認の買い出し部隊を編成し、日本各地へ派遣した。
1946年、5月に「五大都市（大阪市、神戸市、京都市、名古屋市、横浜市）に特別市制を実現する」という決議が国会でなされたことを受け、中井は神戸を特別市にするべく、神戸市と周辺の市町村との合併を推進する運動を展開。神戸市を特別市とすることはできなかったものの、現在の神戸市北区・西区が誕生するきっかけを作った。

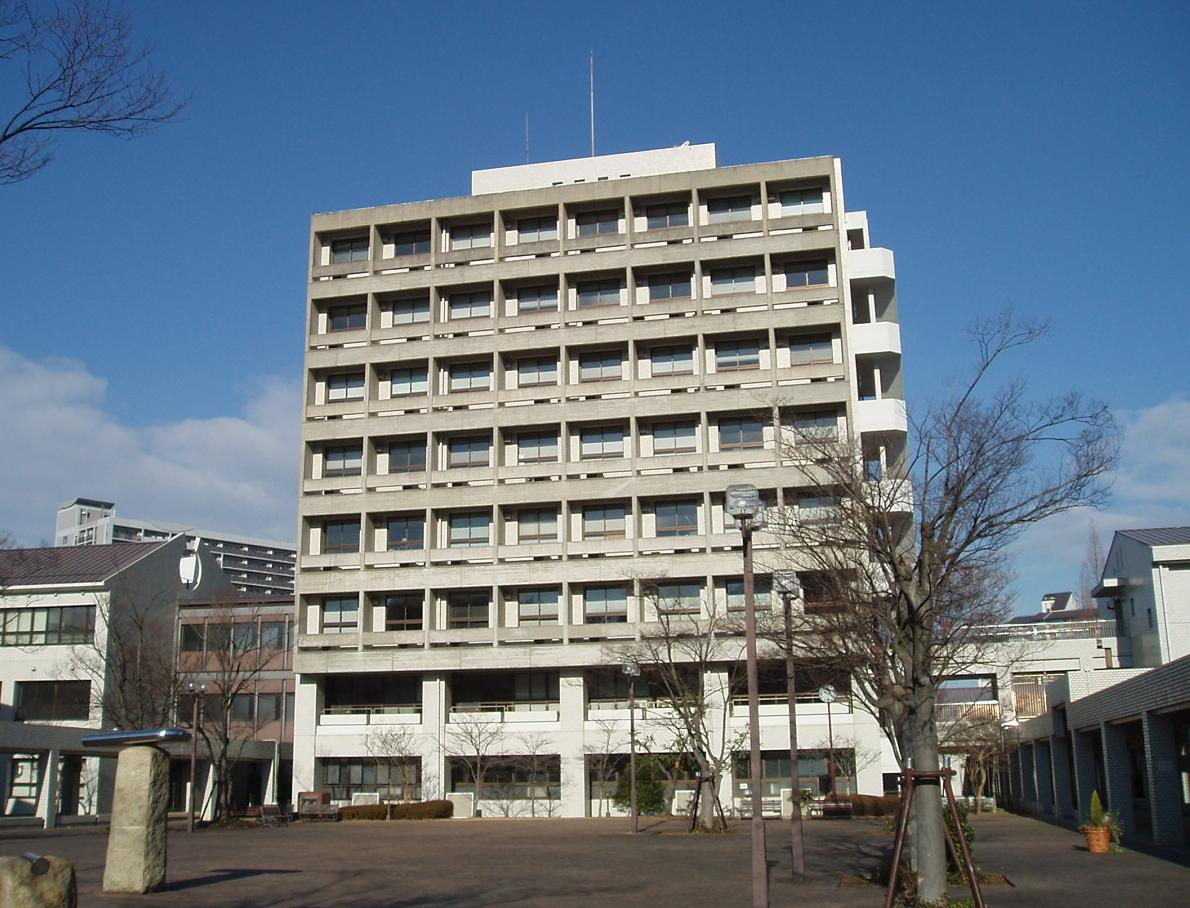
神戸市外国語大学

中井の下で神戸市外務課長を務め、進駐軍との折衝に当たった原忠明は中井の特筆すべき功績として、神戸市の復興のために復興本部を設置し、近隣市町村との合併による市域拡大、神戸港の拡張、高速道路の建設、神戸高速鉄道、神戸市営地下鉄の設立などを内容とする復興基本計画を打ち出し、その後の発展の礎を築いたことを挙げている。
中井が「置き土産」と称し生涯自慢したとされるのが、神戸市立外事専門学校（現・神戸市外国語大学）の設立である。文部省は進駐軍の指令に基づき、「戦災都市における高等教育機関の新設は当分の間認めない」という方針を打ち出していたが、進駐軍・文部省と折衝を重ねた末、1946年3月に設立の認可を得、同年6月に開校することに成功した。

### 公職追放に伴い神戸市長を辞任

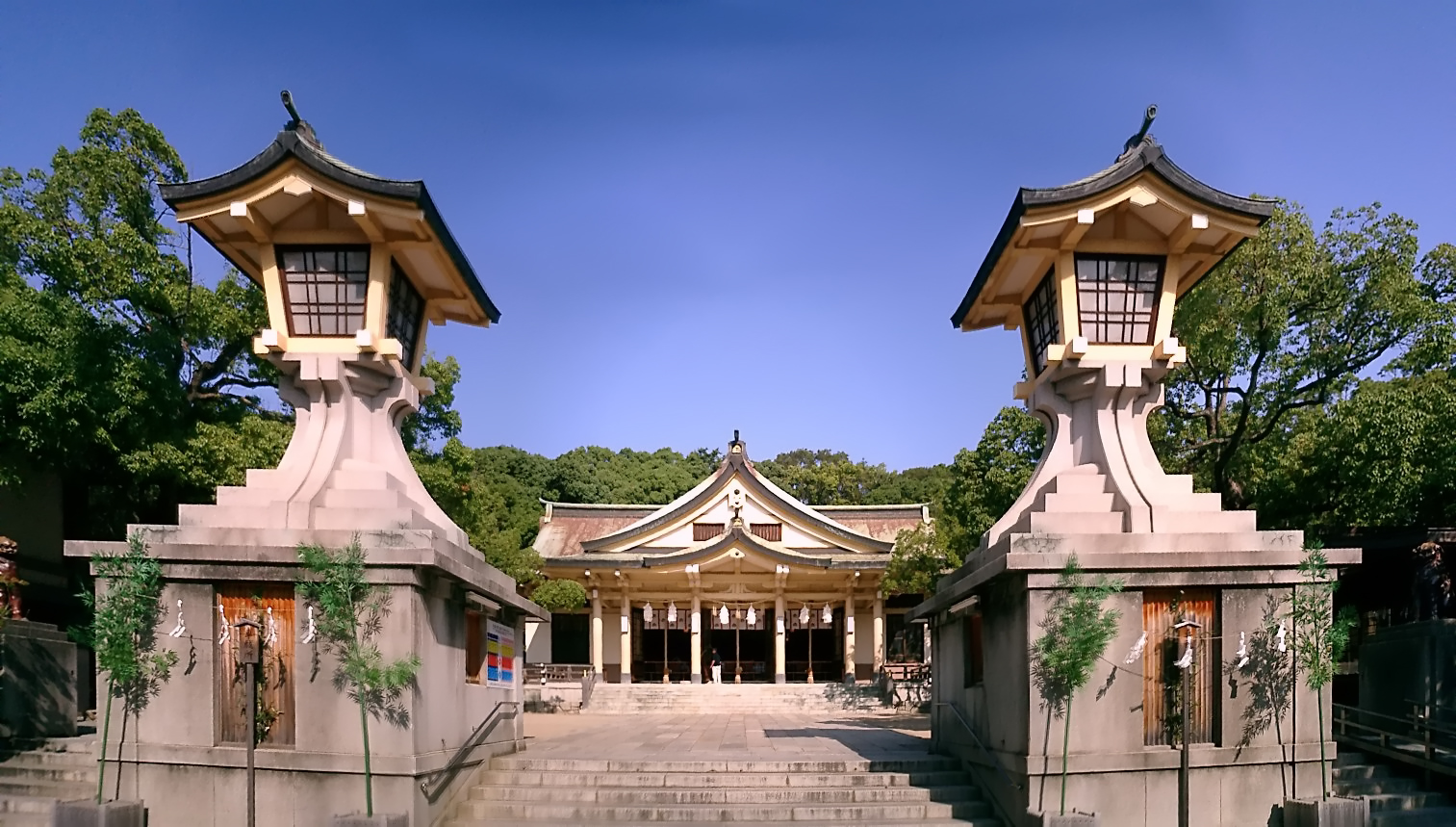
湊川神社

1945年11月の旧大日本政治会系の日本進歩党結党に参加。大日本政治会を母胎にしたとはいえ、進歩党所属議員の大半は政党解消以前は立憲民政党・政友会革新派・政友会統一派に所属しており、政友会正統派に所属していた議員で進歩党結党に参加した者は中井以外では猪野毛利栄・西川貞一・依光好秋・高畠亀太郎・三善信房・綾部健太郎の6名のみである。また、中井と同じく戦前政友会正統派に所属していた三土忠造は進歩党と連携し、進歩党が与党となった幣原内閣にも入閣したが、進歩党の結党自体には参加しなかった。
中井は1942年4月30日に実施された第21回衆議院議員総選挙に翼賛政治体制協議会の推薦候補者として立候補し、当選していた。そのため1946年に公職追放された。但し同年に行われた第22回衆議院議員総選挙には立候補できなかったものの、市長の辞任は追放の翌年1947年2月28日である。公職追放中は弁護士として活動する一方、神戸市内の頼母子講を1つにまとめる形で七福相互無尽会社（現在のみなと銀行）を設立し、湊川神社の再建に関与した。

### 再び国会議員となる
1950年10月、第一次公職追放解除の対象となり、公職追放が解除された。中井は再び国会議員になることを志し、1952年10月に行われた第25回衆議院議員総選挙に吉田茂の自由党から立候補し、当選。1953年4月の第26回衆議院議員総選挙と、1958年5月の第28回衆議院議員総選挙にも当選した。1955年の保守合同後は大野伴睦と行動をともにし、自由民主党大野派に所属した。

### 政界引退
1960年11月の第29回衆議院議員総選挙で落選し、政界から引退。その後は弁護士として活動した。1985年には夏季ユニバーシアードの神戸での開催を控えた時期に抗争（山一抗争）を繰り広げていた山口組と一和会に対し、抗争の中止を訴えた。その結果同年7月末から9月末にかけて「ユニバーシアード休戦」と呼ばれる抗争の一時中止が実現した。
1991年9月、神戸市における男性最高齢者となり、14代市長の笹山幸俊に記念品を贈呈された。その1か月後の10月18日、急性肺炎により死去。翌11月21日にワールド記念ホールで神戸市葬が営まれ、3600人が参列した。